# Histoire du Belize

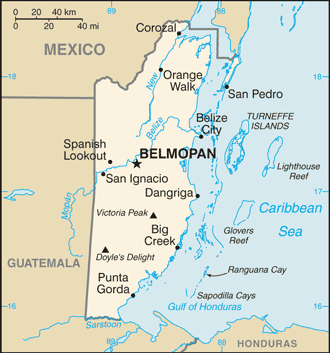
Belize au présent

L'histoire du Belize commence à l'époque précolombienne. 
C'est alors une zone de l'aire culturelle maya, au sein de celle, plus vaste, de la Mésoamérique. 
Parmi les sites archéologiques mayas les plus anciens du pays, figure Cuello (1200 av. J.-C.).
Haut lieu de la flibuste dans la mer des Caraïbes, l'ex-Honduras britannique attire, jusqu'au XIXe siècle, seulement quelques centaines de bûcherons britanniques fascinés par l'abondance de bois d'acajou. Les empires coloniaux européens ne font alors aucun effort pour mettre en valeur cette contrée, dont les deux tiers sont couverts de forêts vierges. 
En 1675, les esclaves d'un navire négrier naufragé dans les Antilles, se mêlent aux Indiens caraïbes locaux. 
Ainsi naîtt le groupe ethnique des Caraïbes noirs. 
Révoltés contre l'autorité coloniale, certains d'entre eux débarquent le 19 novembre 1823 sur les rivages du futur Honduras britannique et y font souche.
La population du pays est estimée à environ 410 000 de Beliziens en 2022, diaspora non comprise.

## Avant 1500: populations indigènes, Mayas...
Le pays est, pendant près de quatre millénaires, la domination de la civilisation maya vers 2600 av. J.-C. à 1520 ap. J.-C. 
Début 2022, l'archéologue Heather McKillop et son équipe ont trouvé dans des sédiments sous le fond marin au Belize des cuisines avec des céramiques en argile dans des bâtisses en chaume parfaitement conservées. On sait qu'ils cuisinaient à la saumure.

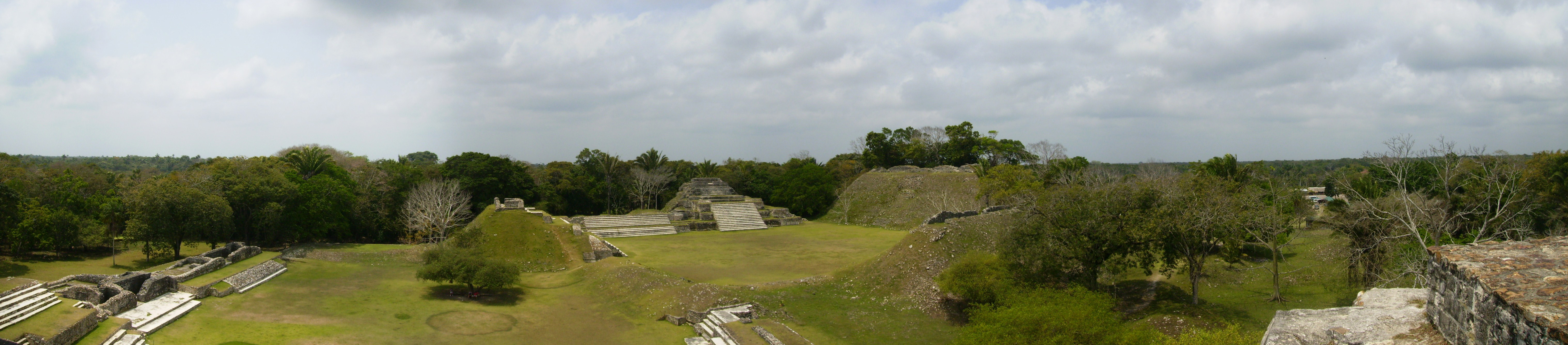
Altun Ha
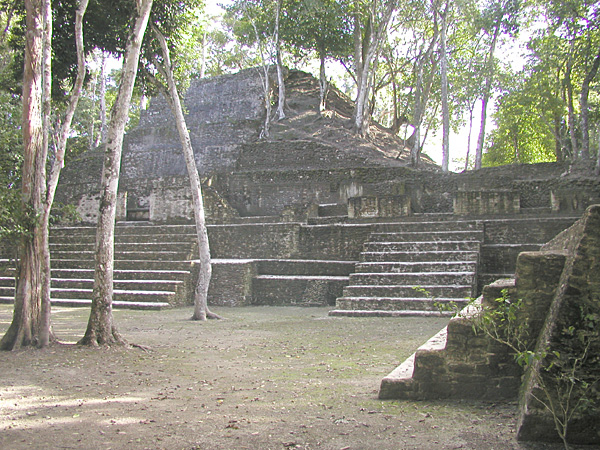
Cahal Pech
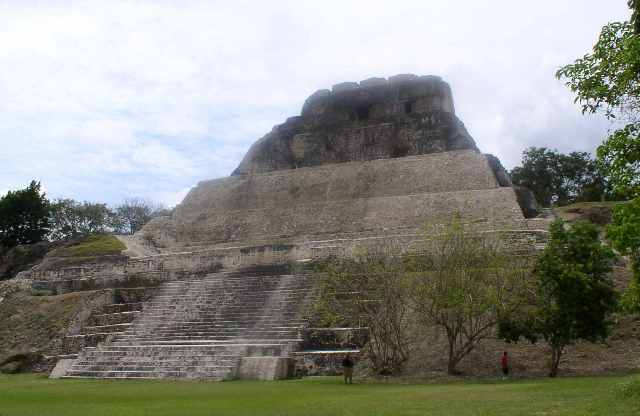
Xunantunich

## Colonisation espagnole minimale (1500c-1870c)

### Premiers contacts indigènes-Européens, premières colonies (1500c-1650c)
En 1502, Christophe Colomb navigue au large des côtes de l’actuel Belize, mais aucun document n'indique qu'il les aurait explorées,,. Il semble en revanche probable que l'un de ses capitaines, Vicente Yáñez Pinzón (1460-1523), accompagné de l'explorateur Juan Díaz de Solís (1470-1516), ait fait escale sur les côtes du Belize lors de leur exploration plus détaillée du golfe du Honduras en 1508 et 1509.
Des recherches archéologiques et ethnohistoriques ont établi que des groupes mayas vivaient encore dans cette zone à cette époque, contrairement à ce qu'ont pu prétendre auparavant des historiens influencés par l'idéologie colonialiste ou une interprétation simpliste de l'effondrement de la civilisation maya classique.
La plus ancienne colonie connue a été fondée en 1638 par des marins britanniques. Pendant un siècle et demi, les Britanniques fondent d'autres colonies qui subissent des attaques sporadiques des indigènes, ainsi que des colons espagnols du Yucatán et du Guatemala.

### Piraterie, rivalité entre empires espagnol et britannique[7](1650c-1670c)
Au début du règne de la reine Isabelle (Elizabeth 1re) sur le trône d'Angleterre, les Britanniques, sans territoires annexés dans la région de l'Amérique Centrale et des Caraïbes ne trouvent meilleure solution que de faire usage de la piraterie ainsi que de la mise à sac des ports dans le Golfe du Mexique alors colonisé par le royaume d'Espagne. 
Apparaissent les pirates en 1568 pour la première fois dans la zone alors qu'ils interceptent un navire espagnol assurant la liaison avec l'Europe. 
En 1667, la piraterie est supprimée officiellement par l'Angleterre via le traité de Madrid signé avec l'Espagne. 
L'île de la Tortue devient alors la base de la « Cofradía de los Hermanos de la Costa », une confrérie de pirates, internationale, refusant la propriété privée, unie pour attaquer les bateaux et ports espagnols et protéger leur flottille. 
Ses membres prennent d'assaut les ports, ce qui impose le déplacement de la capitale du Tabasco à 60 km vers l'intérieur vers une ville rebaptisée San Juan de Villahermosa.
Les villes espagnoles de la péninsule du Yucatan Salamanca et Bacalar sont abandonnées également pour le site de Pachá. 
Au milieu du XVIIe siècle, la présence des pirates sur terre des deux côtés de la péninsule est une réalité en raison du délaissement des villes et des terres côtières par les espagnols et de l'établissement des pirates à leurs places, s'alliant parfois aux indigènes et se livrant à diverses activités de contrebande ainsi qu'à l'exploitation sylvicole que l'Espagne souhaite alors se réserver.

### Commerce clandestin de bois, rivalité Espagnols-Britanniques (1670c-1850c)
L'interdiction officielle de la piraterie en 1667 fait prendre à nombre de pirates la décision de s'installer sur les côtes et de faire commerce du bois. 
Le terrain pris le long de la rivière Belize est très bon stratégiquement en raison du dépeuplement et de l'isolement du lieu mais aussi en raison de sa proximité avec la Jamaïque. 
Au début du XVIIIe siècle, la couronne espagnole déloge définitivement les Anglais de leurs enclaves de la baie de Chetumal et de celle de la lagune des Terminos, mais ne peut déloger les colons du Bélize ni leurs esclaves. 
En 1763, le traité de Paris entre les couronnes britannique et espagnole donne aux exploitants de bois sujets de la couronne britannique l'autorisation d'exploiter les ressources et de se loger « avec leur famille », ce qui consacre le Bélize comme colonie de peuplement. 
En 1783 est signé un nouveau traité de paix en délimitant le territoire pour les exploitants sylvicoles (mais en soulignant tout le temps que cela ne saurait donner lieu à dérogation aux droits de souveraineté). 
La province du Yucatán s'insurge auprès de la couronne espagnole contre un tel traité arguant que les colons du Bélize se livrent au trafic illicite de bois précieux, protègent les criminels des terres relevant de la couronne, et que dans le cas peu probable mais toujours possible d'une rébellion indigène, celle-ci serait armée par les britanniques et que leurs enclaves serviraient de base d'appui aux insurgés. 
Ces prévisions se réalisent intégralement durant la guerre des castes de 1847, durant laquelle la Jamaïque et le Bélize contrôlés par la couronne britannique arment les Mayas révoltés contre les Espagnols et les Créoles et leur achètent la totalité de leur butin, les capitaines mayas proposant à l'Angleterre de lui céder une partie de leurs territoires conquis. 
En 1786, le gouvernement espagnol fait de nouvelles concessions à la couronne britannique sur le Bélize, visant à un peuplement de 1500 Afro-caribéens provenant de la côte nicaraguayenne des Mosquitos et des îles honduriennes. 
Le Bélize continue de s'étendre jusqu'en 1813 notamment vers le sud jusqu'au Río Sarstoon. 
Au nord, le Río Hondo constitue l'ultime front à ne pas franchir car la garnison espagnole de San Felipe de Balaras menace.

### Époque coloniale (1830c-1870c)

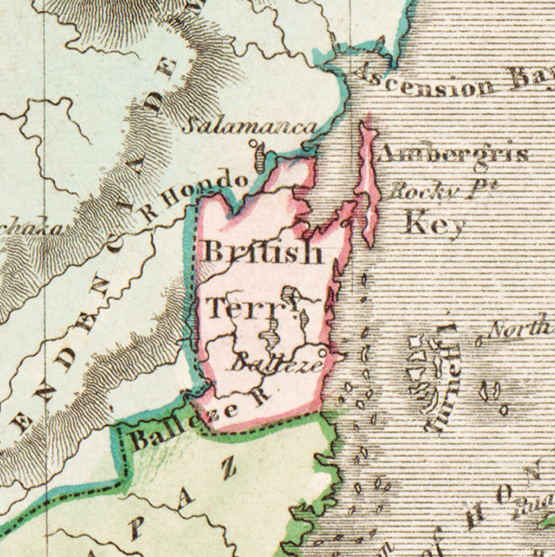
Carte du Belize, 1831

Après son indépendance, le Mexique promet aux esclaves asile, liberté et meilleures conditions dans le but de vider la colonie Bélizéenne. 
Les États faibles du Guatemala et du Mexique nouvellement indépendants ne peuvent résister à de nouvelles exigences britanniques sur la scène internationale. 
Sans jamais renoncer officiellement à la souveraineté de ses terres, l'empereur mexicain Maximilien accepte que les Bélizéens ne puissent être importunés dans leurs activités de production et leurs activités commerciales à travers les traités de 1864 et 1865.
En 1859, le Guatemala reconnaît comme dominion de sa Majesté la Reine le territoire situé au nord du río Sarstoon et à l'est d'une ligne droite tirée perpendiculairement depuis la frontière mexicaine passant par le confluent du río Garbutt et du río Belice. 
En échange, le Bélize doit faciliter un accès à la mer (éventuellement par voie fluviale) pour tous les Guatémaltèques, clause qu'il ne respecte d'aucune manière et qui se ressent encore aujourd'hui dans les relations entre le Belize et le Guatemala. 
En 1893, le Mexique cède de nouveau un morceau de territoire habité par les indiens Yucatèques (sans qu'on leur demande leur avis dans ces négociations) dans l'État du Yucatan n'opposant aucune résistance aux revendications de la couronne britannique, et cessant d'armer les rebelles indigènes dans la colonie bélizéenne. 
Ainsi s'établit le territoire du Belize (25 000 km2) tel que connu aujourd'hui, peuplé alors de 30 000 habitants environ.

## Honduras britannique (1871-1981)
Le Belize est entré dans le Commonwealth en 1981, pour connaître la décolonisation.

## Indépendance (1981)
Le Belize est devenu indépendant de la couronne britannique le 21 septembre 1981.

### Galerie desgouverneurs-généraux

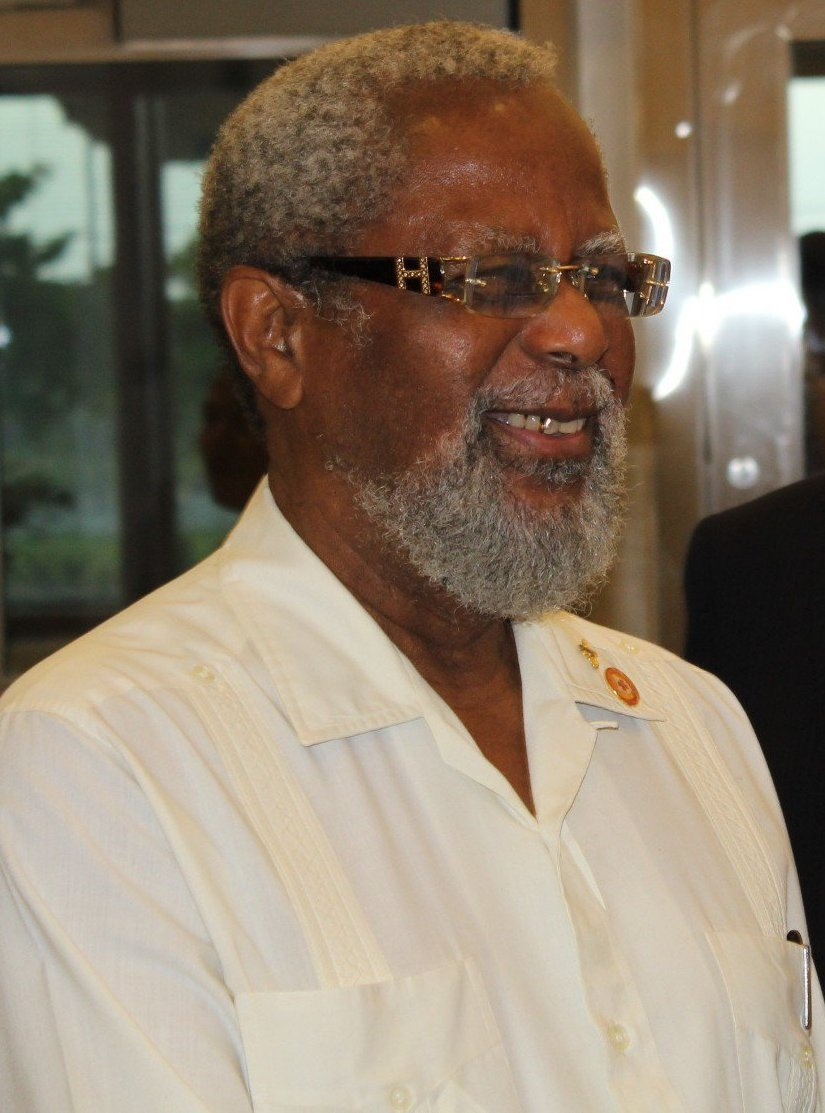
Colville Young 1993-2021
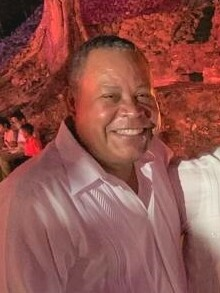
Stuart Leslie 2021
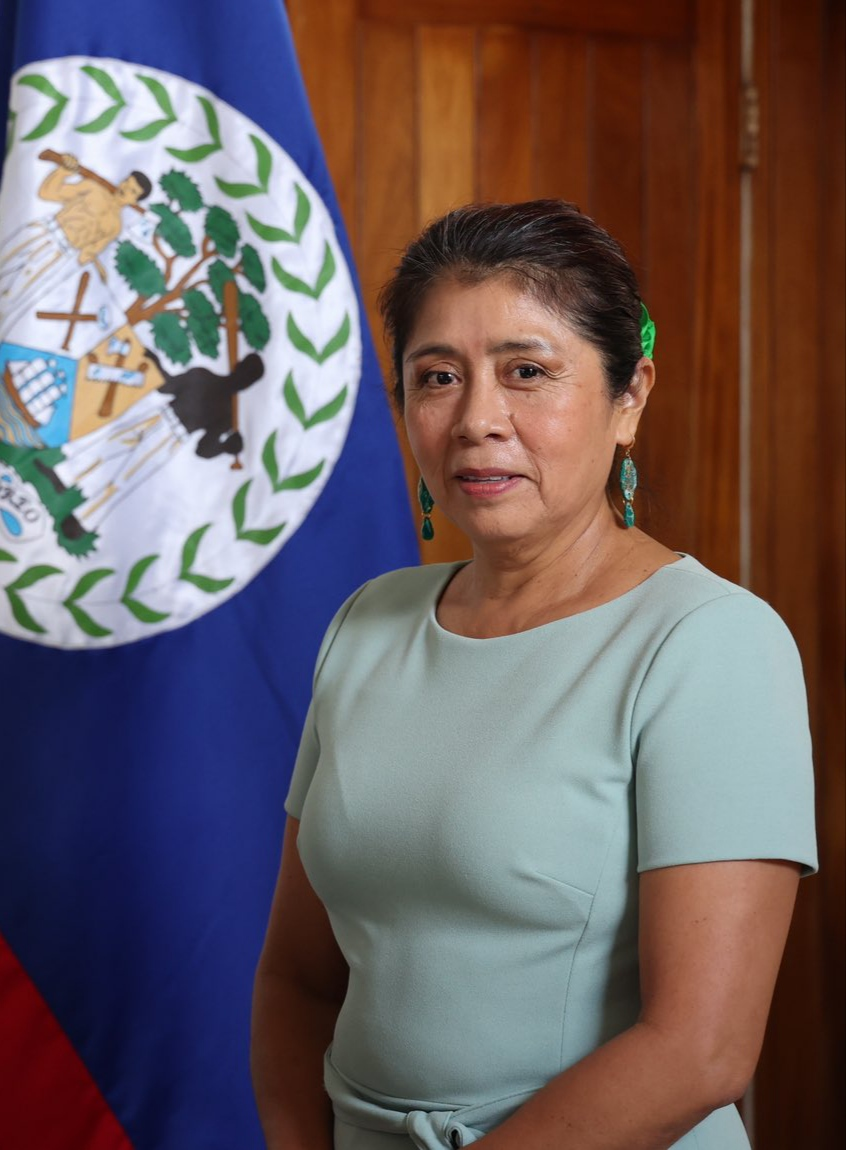
Froyla Tzalam 2021-présent

### Galerie despremiers ministres du Belize

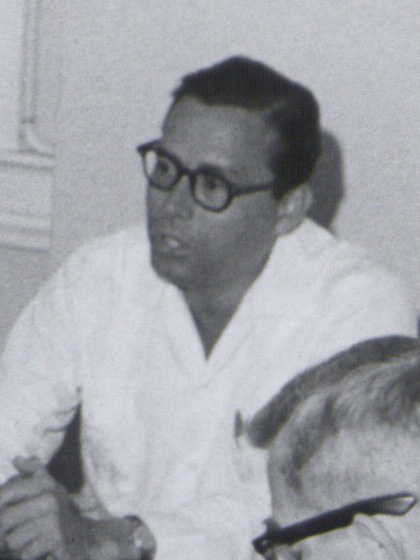
George Cadle Price 1961-1984 1989-1993
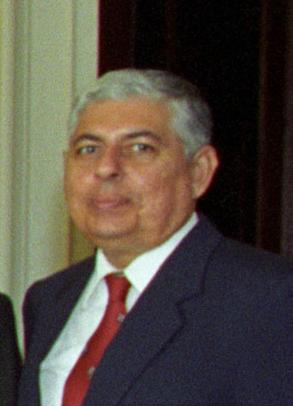
Manuel Esquivel 1984-1989 1993-1998
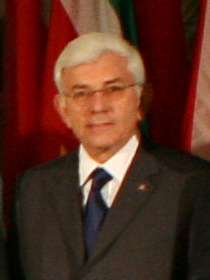
Said Musa 1998-2008
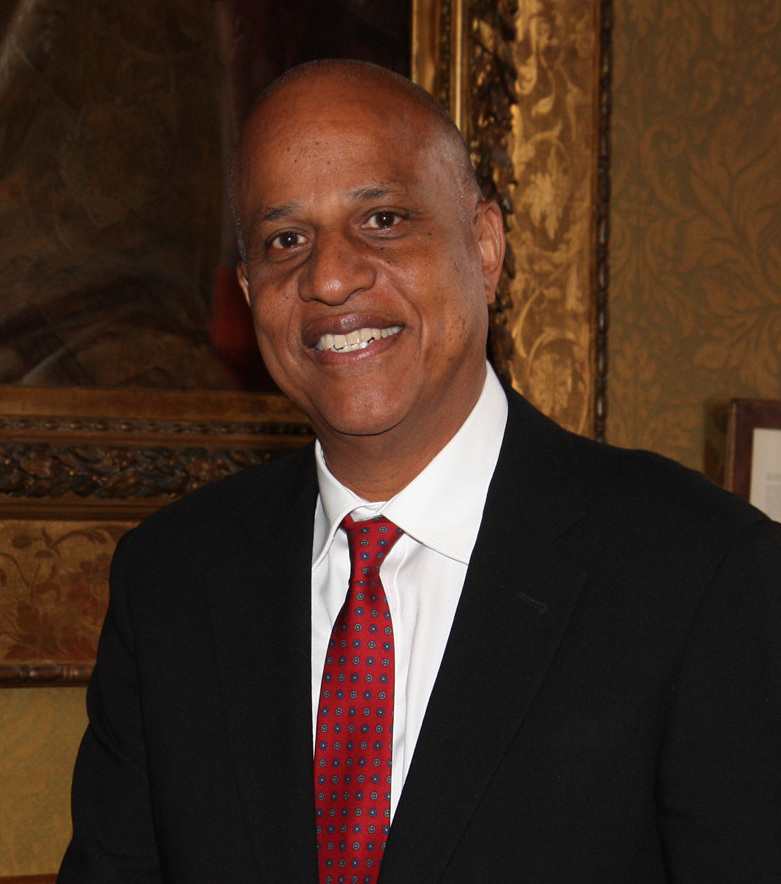
Dean Barrow 2008-2020
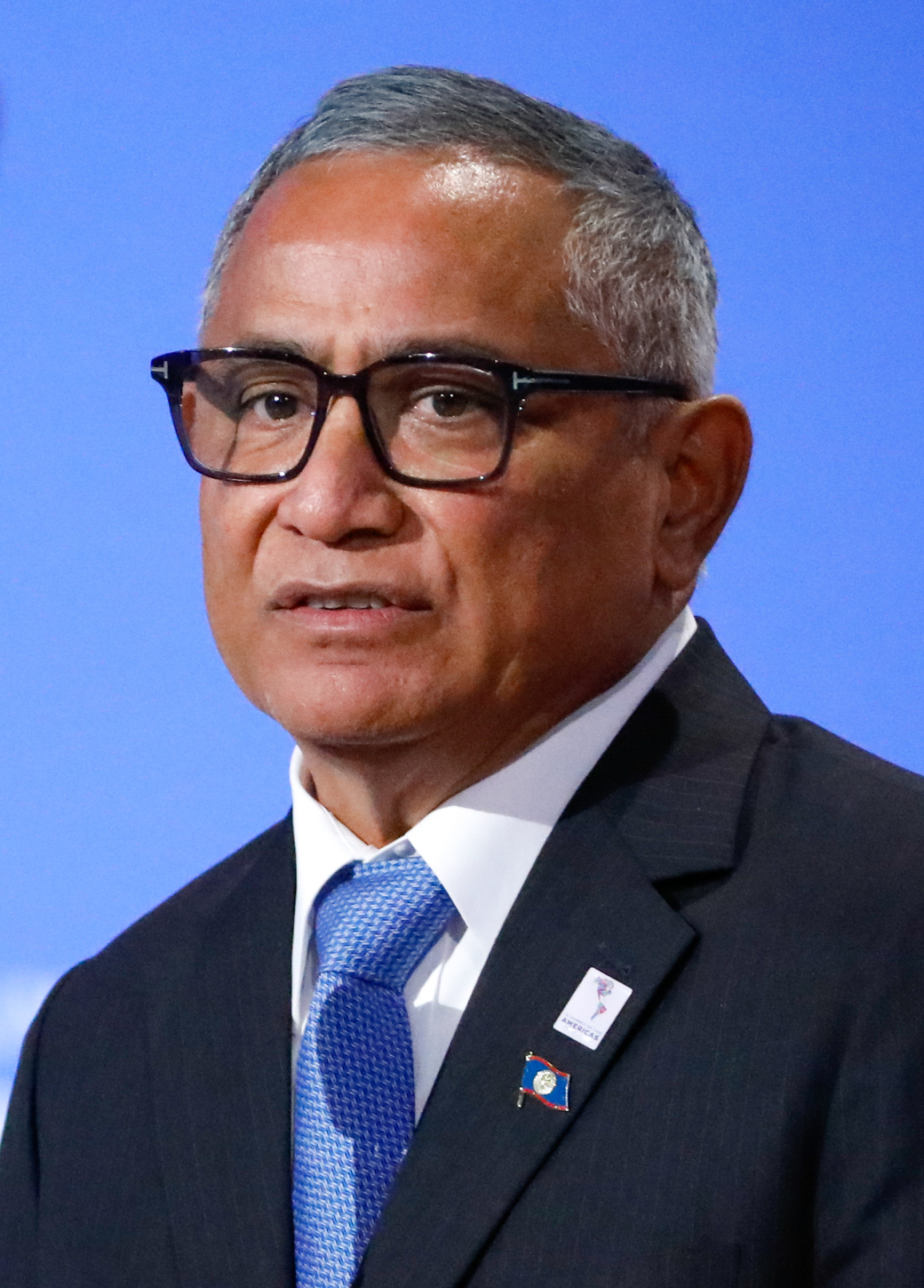
Johnny Briceño 2020-présent

## Chronologie
- 1763 : les Britanniques exportent le bois, en échange ils protègent les Espagnols contre la piraterie.
- 1783 : les Britanniques quittent la Côte des Mosquitos (au Nicaragua).
- 1798 : victoire britannique sur l'Armada espagnole, Bataille de St George's Caye.
- 1802 : immigration du peuple "garifuna" depuis l'île Saint-Vincent.
- 1838 : après plusieurs révoltes d'esclaves, les britanniques accordent la liberté aux Noirs.
- 1862 : la couronne britannique intègre le Belize, la colonie est baptisée Honduras britannique[9]. Depuis 1854, les habitants les plus riches élisaient au suffrage censitaire une Assemblée de notables qui est remplacée par un Conseil législatif désigné par la monarchie britannique[10].
- 1919 : la population noire se soulève pour contester la suprématie blanche.
- 1934 : important mouvement social contre la crise économique et le chômage.
- 1935 : les élections sont rétablies, mais seul 1,8 % de la population est en droit de vote

- 1954 : le droit de vote est accordé aux femmes.
- 1959 : les premiers immigrés d'origine allemande, vivant en communautés rurales selon un mode à la fois religieux et anachronique sont arrivés vers 1959. Ces pionniers sont mal vus des autochtones mais l'État favorise leur venue.
- 1964 : autonomie interne. Le Guatemala revendique le territoire.
- 1981 : indépendance de Belize[9].
- 1983 : tentative d'annexion partielle par le Guatemala : 600 soldats britanniques ont été répartis dans la jungle le long de la frontière du Guatemala (la Grande-Bretagne a voulu parer au danger).
- 1994 : le Guatemala réclame un accès à la Mer des Caraïbes.
- 2000 : l'ouragan "Keith" dévaste le pays.
- 2002 : accord bilatéral avec Cuba pour promouvoir le tourisme.
- 2003 : Said Wilbert Musa entame son second mandat de premier ministre après la victoire de son parti du PUP, parti uni du peuple.
- 2008 : victoire de l'UDP aux élections générales après deux mandats successifs du PUP.
- 2008: En décembre 2008, le Belize et le Guatemala ont signé un accord visant à soumettre les différends territoriaux à la Cour internationale de justice, après les référendums dans les deux pays (qui n’ont pas eu lieu en décembre 2013). Le Guatemala et le Belize participent notamment aux mesures de confiance approuvées par l’Organisation des États américains (OEA), notamment le projet d’échange linguistique entre le Guatemala et le Belize.
- 2019 : Référendum bélizien de 2019, référendum au sujet des revendications territoriales du Guatemala.

#### Avant 1500
- Civilisations précolombiennes, arts précolombiens
- Périodisation de la Mésoamérique
- Civilisation maya, bibliographie thématique maya
- Mésomaéricanistes par siècle
- Liste d'ouvrages sur l'Amérique précolombienne classés par thème
- Belize précolombien (en), ruines maya de Belize (en)

#### 1500
- Colonisation espagnole de l'Amérique, Empire espagnol (1492-1975), Tierra Firme (1498–1514, 1539–1543)
- Colonisation européenne des Amériques, commerce triangulaire, exclusif colonial
- Conseil des Indes (1511-1834), Relations économiques entre l'Amérique espagnole et l'Europe, Quinto real
- Archives générales des Indes, Chroniqueur des Indes
- Lois des Indes : Lois de Burgos (1512), Leyes Nuevas (1542), Bartolomé de las Casas (1484-1566)
- Nouvelle-Espagne, Nouvelle-Galice
  - Capitainerie générale du Guatemala (1542-1821)
  - Liste des vice-rois de Nouvelle-Espagne
- Bannière de Hernán Cortés
- Tribut indigène
- Indios auxiliares (troupes indiennes auxiliaires)
- Réduction (missions catholiques), Encomienda
- Corregimiento, Adelantado, Asiento
- Histoire de Belize 1506-1862 (en)
- Histoire de la Jamaïque, colonie espagnole 1509-1655 puis britannique 1655-1688
- Piraterie dans les Caraïbes (1640c-1680c)

#### 1800
- Haute-Californie (1804-1836), Basse-Californie (1804-1824)
- Crise politique de 1808 en Nouvelle-Espagne
- Armée royaliste en Nouvelle-Espagne (es) (1810-1829)
- Évolution territoriale du Mexique
- Décolonisation de l'Amérique
- Bolivarisme, Simón Bolívar (1783-1830)
- Indépendance de l'Amérique centrale (1821)
- Premier Empire mexicain (1821-1823)
- Différend frontalier entre le Belize et le Guatemala depuis 1821, frontière entre le Belize et le Guatemala, tripoint Belize-Guatemala-Mexique
- Provinces-Unies d'Amérique centrale (1823-1824) (es)
- République fédérale d'Amérique centrale (1823/24-1839)
- Présidents de Centramérique (es) (1821-1839)
- Guerre civile centraméricaine (es) (1827-1829)
- Intervention américaine dans les coups d'État en Amérique latine
- Honduras britannique (1871-1981)

#### 1900
- Pax Americana (1945-), Guerre froide (1947c-1991c)
- École militaire des Amériques (1946, Fort Moore)
- Marché commun centraméricain (1962, MCCA)
- Opération Condor (1975c-1985c)
- Consensus de Washington (1980c-2000c)
- Crise de la dette des pays en voie de développement (1980c-)
- Système d'intégration centraméricain (1991-)
- Marché commun du Sud (1991-, Mercosur/Mercosul)
- Parlement centraméricain (1991-)

#### 2000
- Politique au Belize
- Monarchie bélizienne, Gouverneur général du Belize, Premier ministre du Belize
- Alliance bolivarienne pour les Amériques (2004, ALBA)
- Vague conservatrice (2010c-)
- Études latino-américaines
- Intégration de l'Amérique latine
- Mouvements civils à Belize en 2005
- Référendum bélizien de 2019